# Вееропалые гекконы

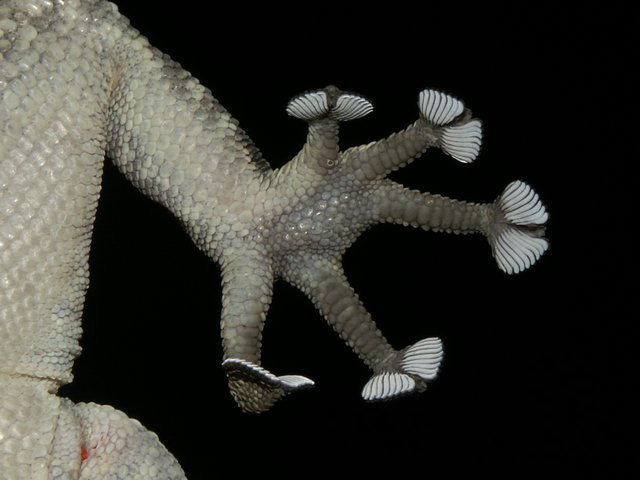
Веерообразные пластины на нижней стороне пальцев Ptyodactylus puiseuxi

Вееропалые гекконы (лат. Ptyodactylus) — род ящериц семейства Phyllodactylidae. Насчитывает 6 видов.
Представители этого рода гекконов достигают общей длины 15—20 см. Окраска кожи варьирует от серого до светло-коричневого цвета. Особенностью этих гекконов является строение конечностей и пальцев, которые заканчиваются широкой прикреплённой пластиной, похожей на веер.
Живут в горной местности и в предгорьях. Любят также каменистые почвы. Очень хорошо лазают по скалам. Некоторые виды активны ночью, другие охотятся днём. Питаются насекомыми, червями, скорпионами Leiurus quinquestriatus, при этом Ptyodactylus guttatus в отличие от Ptyodactylus puiseuxi имеет против их яда иммунитет.
Это яйцекладущие гекконы. Самка откладывает до 2—3 яиц.
Представители рода распространены в Северной Африке и юго-западной Азии.

## Классификация
- Ptyodactylus guttatus
- Ptyodactylus hasselquistii
- Ptyodactylus homolepis
- Ptyodactylus oudrii
- Ptyodactylus puiseuxi
- Ptyodactylus ragazzii